# Enric III del Sacre Imperi Romanogermànic
Enric III (29 d'octubre de 1017 – 5 d'octubre de 1056), anomenat el Negre o el Pietós, va ser un emperador del Sacre Imperi Romanogermànic de la Dinastia Sàlica.
Era el primer fill de Conrad II d'Alemanya i Gisela de Suàbia. El seu pare el nomenà duc de Baviera (1027-1042) i duc de Suàbia (1038-1045). El dia de Pasqua de 1028 també el va nomenar co-rei d'Alemanya i el feu coronar a la catedral d'Aquisgrà per l'Arquebisbe de Colònia.
A la mort del seu pare el 4 de juny de 1039, esdevingué l'únic governant del regne i el 1046 fou coronat emperador a Roma pel Papa Climent II. Es va enfrontar a Hongria, que convertí en el seu feu ampliant la frontera dels seus dominis fins al riu Leitha. També combaté als ducats per mantenir el poder imperial.
Es casà Gunilda de Dinamarca, filla del rei Canut el Gran, el 1306. A mort de Gunilda dos anys després es tornà a casar amb Agnès de Poitiers, filla del Duc d'Aquitània. Entre els fills d'aquests segon matrimoni s'hi troben el futur emperador Enric IV i Judit de Suàbia.
Enric duia una llarga cabellera i barba negra, d'on probablement li ve el sobrenom de "el Negre".

## Biografia

### Joventut
Enric va néixer el 1017, fill de Conrad el Sàlic i Gisela de Suàbia. El 1024 el seu pare va ser elegit com a rei d'Alemanya, i des d'aleshores Enric va rebre una àmplia formació i va ser preparat per succeir-lo al tron. El seu pare el va incloure entre els seus consellers i li va donar responsabilitats de govern. A la mort d'Enric V de Baviera el 1027 el va nomenar duc de Baviera (com a Enric VI), i a la mort de Herman IV de Suàbia el 1038 rebé també el ducat de Suàbia (com a Enric I).
Per assegurar el manteniment de la seva dinastia, Enric II el va fer nomenar "Rei dels Romans" (co-rei i successor) amb només onze anys. L'arquebisbe de Colònia el va coronar l'abril de 1028 a Aquisgrà, i els nobles el van acceptar com a hereu al tron.
Com a part d'una aliança amb Canut el Gran de Dinamarca, el seu pare el va casar el 1037 amb la filla d'aquest, Gunilda de Dinamarca. L'any següent la parella va acompanyar Conrad II en una campanya al sud d'Itàlia, i durant el viatge de tornada Gunilda va morir víctima d'una epidèmia que s'estengué entre l'exèrcit imperial.
Amb la mort sense descendència de Rodolf III de Borgonya, Conrad II va aconseguir incorporar el regne a l'Imperi. La tardor de 1038 Enric va ser nomenat rei de Borgonya pel seu pare. El juny de 1039 va morir el seu pare Conrad II, i Enric II va ser reconegut com a hereu als regnes d'Alemanya, Borgonya i Itàlia.

### Regnat

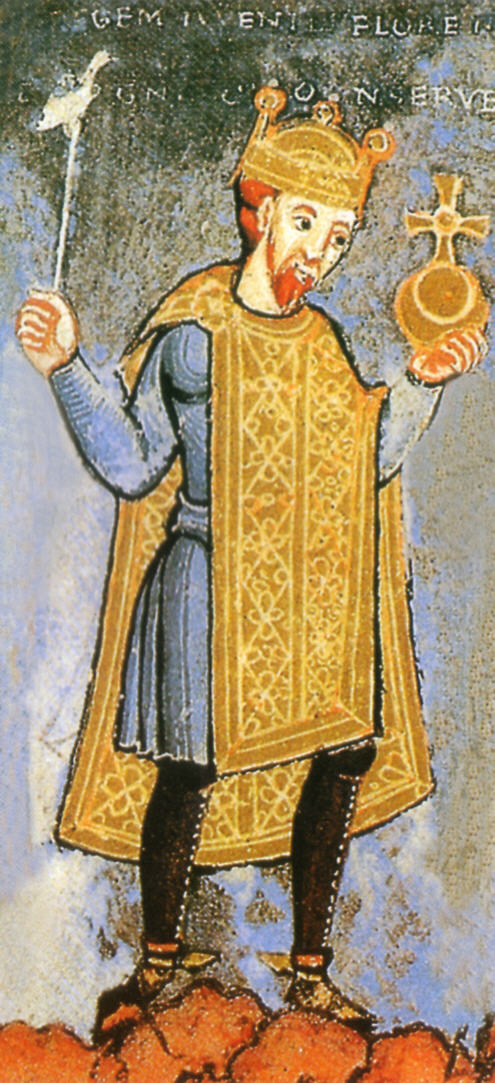
Enric III en una miniatura de 1040

La primera campanya militar d'Enric va ser contra Bohèmia, on el duc Bretislau I havia aprofitat el desconcert després de la mort de Conrad per conquerir Polònia, saquejar Cracòvia i intentar consolidar un imperi sota el seu govern. Tot i que els primers enfrontaments van ser desfavorables a Enric, que fou derrotat en agost de 1040 a la batalla del Brůdek, en 1041 va aconseguir fer entrar les tropes alemanyes a Bohèmia per tres columnes: Messien, Baviera i Àustria. Quan els exèrcits van arribar a Praga, Bretislau es va rendir i es va sotmetre a Enric pagant-li 4.000 marcs d'or com a compensació. A partir d'aleshores Bretislau va ser fidel a Enric i estigué sovint a la seva cort i a les seves campanyes.
Posteriorment va intervenir al regne d'Hongria, que des de la mort del seu fundador Esteve I es trobava en guerra civil entre els partidaris del nebot i hereu d'Esteve, Pere Orseolo, i els que s'oposaven a la seva orientació cristiana i la influència alemanya. Els rebels van aconseguir expulsar a Pere el 1041, però el 1044 Enric els va vèncer a les ribes del Rába i va restituir a Pere. Per celebrar la victòria Enric es va vestir de penitent i travessà descalç el camp de batalla per anar a agenollar-se davant d'un tros de la vera creu i cantar el Kyrie eleison. Després va perdonar els seus enemics i va convidar als seus soldats a fer el mateix.
Tot i que la situació a Hongria continuava sent caòtica i el 1044 Pere Orseolo moriria a mans dels rebels pagans, va ser succeït per un altre membre de la dinastia Arpad Andreu I d'Hongria que va acceptar la supremacia de l'emperador i continuà defensant el cristianisme.
Després de combatre insurreccions a la Lorena, Enric es va desplaçar cap a Itàlia. La situació a Roma era caòtica degut a la corrupció de la cúria, que havia portat que tres papes estiguessin vius simultàniament: El papa Benet IX havia estat expulsat per una revolta popular. Gràcies als suborns fets per la seva poderosa família, el papa Silvestre III va arribar al papat, però en fou expulsat quan tornà Benet IX. Però Benet, sense cap vocació pel càrrec i desitjant de casar-se, cedí el papat a Gregori VI a canvi d'una important suma de diners. Les coses es complicaren quan Benet va voler tornar a recuperar el càrrec, de manera que amb Silvestre, hi hagué tres papes rivals: un amb la seu a Sant Pere del Vaticà, un a Santa Maria Major, i un tercer a Sant Joan del Laterà.
En el concili de Sutri, Enric va imposar l'elecció d'un nou papa per acabar amb el cisma. Va escollir a l'alemany Climent II, el primer acte del qual va ser coronar-lo emperador i investir-lo patrici dels romans, amb el poder de nomenar papes que fins aleshores havia ostentat la noblesa romana. Enric no va trigar a fer ús de la nova atribució, ja que Climent moria l'any següent. Tots els papes que va nomenar Enric per succeir-lo eren alemanys i reformistes.

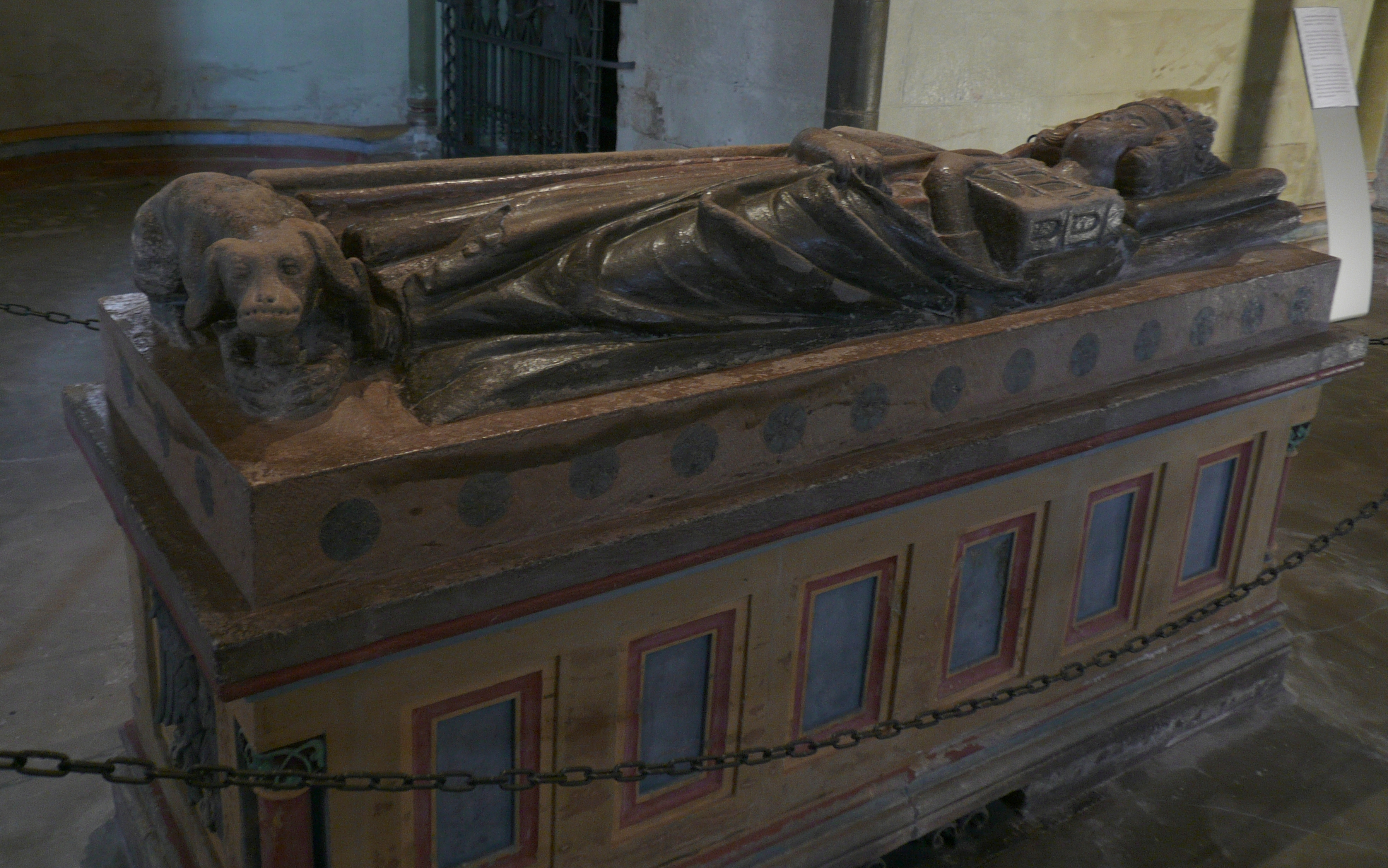
Sarcòfag d'Enric III a Goslar

Va morir l'any 1056 i seria succeït pel seu fill Enric IV, de sis anys, sota la regència de la seva mare Agnès d'Aquitània.

## Família

### Ascendència

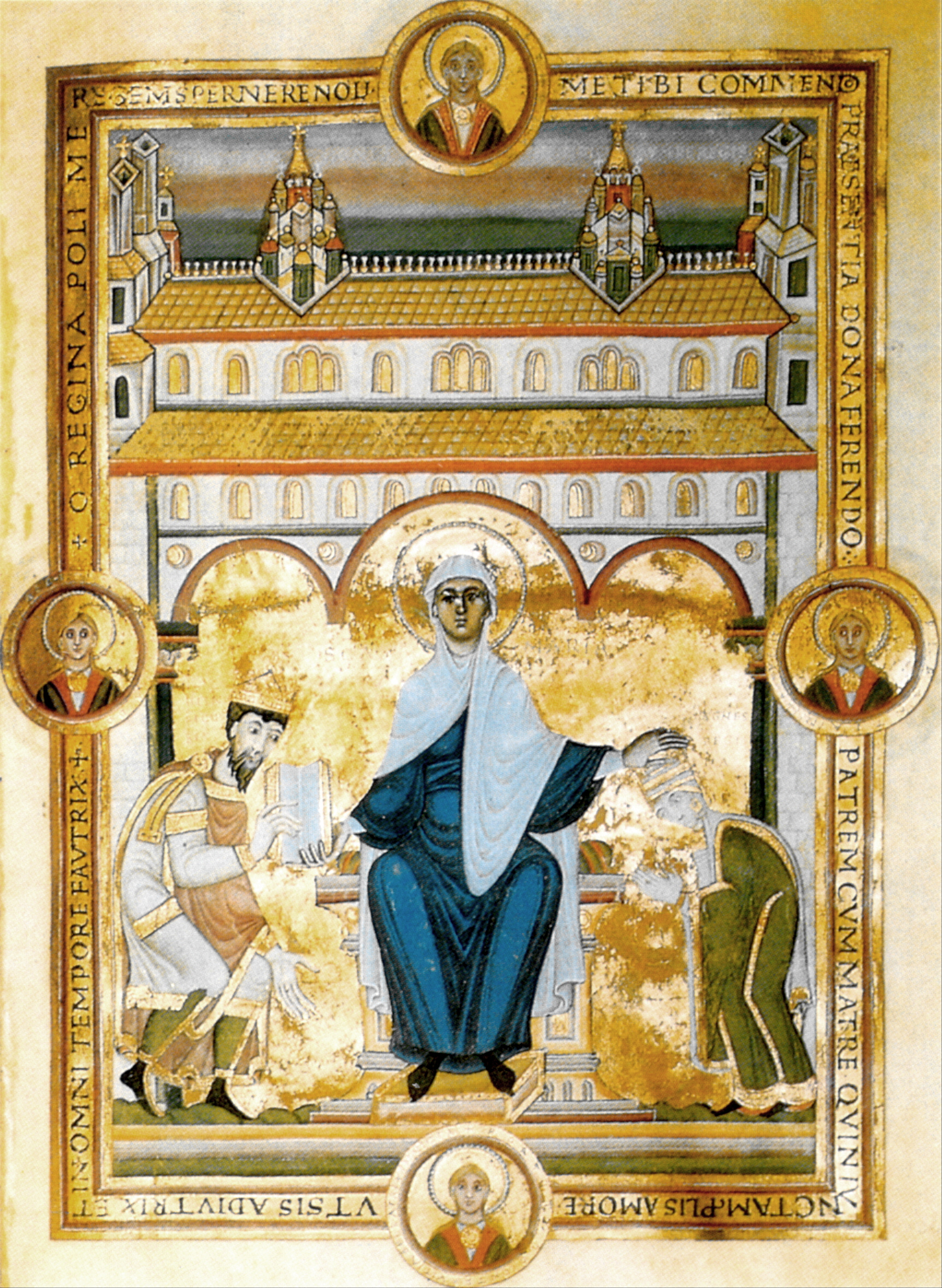
Enric i Agnès beneïts per la Mare de Déu (Espira)

|  |                             |  |  |  |  |  |  |  |  |  |  |  |  |  |  |  |
|  | 16. Duc Conrad el Roig      |  |  |  |  |  |  |  |  |  |  |  |  |  |  |  |
|  |                             |  |  |  |  |  |  |  |  |  |  |  |  |  |  |  |
|  |                             |  |  |  |  |  |  |  |  |  |  |  |  |  |  |  |
|  | 8. Duc Otó I de Caríntia    |  |  |  |  |  |  |  |  |  |  |  |  |  |  |  |
|  |                             |  |  |  |  |  |  |  |  |  |  |  |  |  |  |  |
|  |                             |  |  |  |  |  |  |  |  |  |  |  |  |  |  |  |
|  | 17. Liutgarda               |  |  |  |  |  |  |  |  |  |  |  |  |  |  |  |
|  |                             |  |  |  |  |  |  |  |  |  |  |  |  |  |  |  |
|  |                             |  |  |  |  |  |  |  |  |  |  |  |  |  |  |  |
|  | 4. Enric d'Espira           |  |  |  |  |  |  |  |  |  |  |  |  |  |  |  |
|  |                             |  |  |  |  |  |  |  |  |  |  |  |  |  |  |  |
|  |                             |  |  |  |  |  |  |  |  |  |  |  |  |  |  |  |
|  | 9. Judit de Baviera         |  |  |  |  |  |  |  |  |  |  |  |  |  |  |  |
|  |                             |  |  |  |  |  |  |  |  |  |  |  |  |  |  |  |
|  |                             |  |  |  |  |  |  |  |  |  |  |  |  |  |  |  |
|  | 2. Conrad II                |  |  |  |  |  |  |  |  |  |  |  |  |  |  |  |
|  |                             |  |  |  |  |  |  |  |  |  |  |  |  |  |  |  |
|  |                             |  |  |  |  |  |  |  |  |  |  |  |  |  |  |  |
|  | 5. Adelaida d'Alsàcia       |  |  |  |  |  |  |  |  |  |  |  |  |  |  |  |
|  |                             |  |  |  |  |  |  |  |  |  |  |  |  |  |  |  |
|  |                             |  |  |  |  |  |  |  |  |  |  |  |  |  |  |  |
|  | 1. Enric III                |  |  |  |  |  |  |  |  |  |  |  |  |  |  |  |
|  |                             |  |  |  |  |  |  |  |  |  |  |  |  |  |  |  |
|  |                             |  |  |  |  |  |  |  |  |  |  |  |  |  |  |  |
|  | 12. Duc Conrad I de Suàbia  |  |  |  |  |  |  |  |  |  |  |  |  |  |  |  |
|  |                             |  |  |  |  |  |  |  |  |  |  |  |  |  |  |  |
|  |                             |  |  |  |  |  |  |  |  |  |  |  |  |  |  |  |
|  | 6. Duc Hermann II de Suàbia |  |  |  |  |  |  |  |  |  |  |  |  |  |  |  |
|  |                             |  |  |  |  |  |  |  |  |  |  |  |  |  |  |  |
|  |                             |  |  |  |  |  |  |  |  |  |  |  |  |  |  |  |
|  | 3. Gisela de Suàbia         |  |  |  |  |  |  |  |  |  |  |  |  |  |  |  |
|  |                             |  |  |  |  |  |  |  |  |  |  |  |  |  |  |  |
|  |                             |  |  |  |  |  |  |  |  |  |  |  |  |  |  |  |
|  | 7. Gerberga de Borgonya     |  |  |  |  |  |  |  |  |  |  |  |  |  |  |  |
|  |                             |  |  |  |  |  |  |  |  |  |  |  |  |  |  |  |
|  |                             |  |  |  |  |  |  |  |  |  |  |  |  |  |  |  |

### Núpcies i descendents
El 1036 esposà a Gunilda de Dinamarca, filla de Canut el Gran. Tingueren una filla:
- Beatriu (1037-1061), esdevindria abadessa dels monestirs de Gandersheim i Quedlinburg.

El 1043 es casà en segones núpcies amb Agnès, filla del duc Guillem V d'Aquitània. Els fills de la parella foren:
- Adelaida (1045-1096), futura abadessa de Gandersheim i Quedlinburg.
- Gisela (1047-1053)
- Matilda (1048-1060), casada el 1059 amb el duc de Suàbia Rodolf de Rheinfelden
- Enric (1050-1106), futur rei i emperador com a Enric IV.
- Conrad (1052-1055), futur duc de Baviera com a Conrad II.
- Judit (1054-1092 o 1096), casada el 1063 amb Salomó d'Hongria i el 1089, en segones núpcies, amb el duc Ladislau I de Polònia.